# Juliana-Oord
Juliana-Oord is een zorginstelling en voormalig tuberculose-sanatorium in de Nederlandse plaats Laren (Noord-Holland).

## Geschiedenis
Juliana-Oord is als herstellingsoord voor tuberculoselijders in 1930 geopend. Dr. M.H.J.C. Thomassen was de stichter. De in 1928 opgerichte Vereeniging tot Behartiging van de Belangen van Nederlandsche lijders aan Been- en Gewrichtstuberculose (Begetu) was de achterliggende organisatie. De vestigingslocatie is aan de rand van Laren op een overgangsgebied van bos naar hei. A.P. van den Brink, een Larense architect, ontwierp het eerste (Lieberg, 1929-1930), tweede (Aalberg, 1934-1935) en het derde paviljoen (Braamberg, 1935-1936) in de stijl van het interbellum. Prinses Juliana opende het tweede paviljoen. Deze drie gebouwen en het voorliggende terras zijn op het zuiden (zonnekant) gericht. In zuidelijke gevelpartijen werden manshoge schuifvensters toegepast waardoor de bedden met de patiënten naar buiten konden worden gereden. Met de gereedkoming van het derde paviljoen konden in totaal 100 patiënten worden opgenomen. De drie paviljoens en terras zijn in 1999 gewaardeerd als rijksmonument, onder meer vanuit "typologisch, cultuur- en architectuurhistorisch oogpunt als merendeels gaaf bewaard voorbeeld van een T.B.C. sanatorium". In 1938 is nog een vierde paviljoen met een operatiezaal geopend.  Daarmee werd ook de huisvesting van zusters vergroot. De bouw van een vijfde paviljoen werd in 1943 tijdelijk stilgelegd maar kon door het aanbrengen van een nooddak toch in gebruik worden genomen. Dit kon pas in 1949 worden voltooid. Na de bevrijding, mei 1945, werden Zweedse barakken bijgebouwd ter tijdelijke huisvesting van patiënten. Met de opening van het vijfde paviljoen steeg het aantal bedden met 50 naar totaal 250. Het zevende paviljoen, een nieuw hoofdgebouw, werd in 1951 geopend.
Vanaf omstreeks 1957 was het in gebruik als kliniek voor onder andere neurologische en orthopedische aandoeningen. In 1958 werden de barakken verlaten waardoor het aantal bedden daalde naar 175; een jaar later tot 120. In 1972 telde de kliniek 133 bedden. In 1985 werden er ook mensen met een alcoholverslaving opgenomen die leden aan het syndroom van Korsakov. De barakken waren onderwijl weer in gebruik genomen.
Juliana-Oord is anno 2021 een GGZ-instelling. Het is gevestigd in drie gebouwen waaronder twee hoofdgebouwen uit de periode 2004-2005. De kliniek telt zo'n 50 bedden. Er vinden opnames plaats in het kader van psychiatrie & verslaving en neuropsychiatrie door de zorgaanbieder GGz Centraal. Tijdens een opnameduur van vaak 8 weken kan er onder meer diagnostiek plaatsvinden naar niet-aangeboren hersenletsel.
Paviljoen Lieberg is vanaf 2014 in gebruik als particuliere basisschool. Ook de paviljoens Aalberg en Braamberg maken geen deel meer uit van de kliniek.

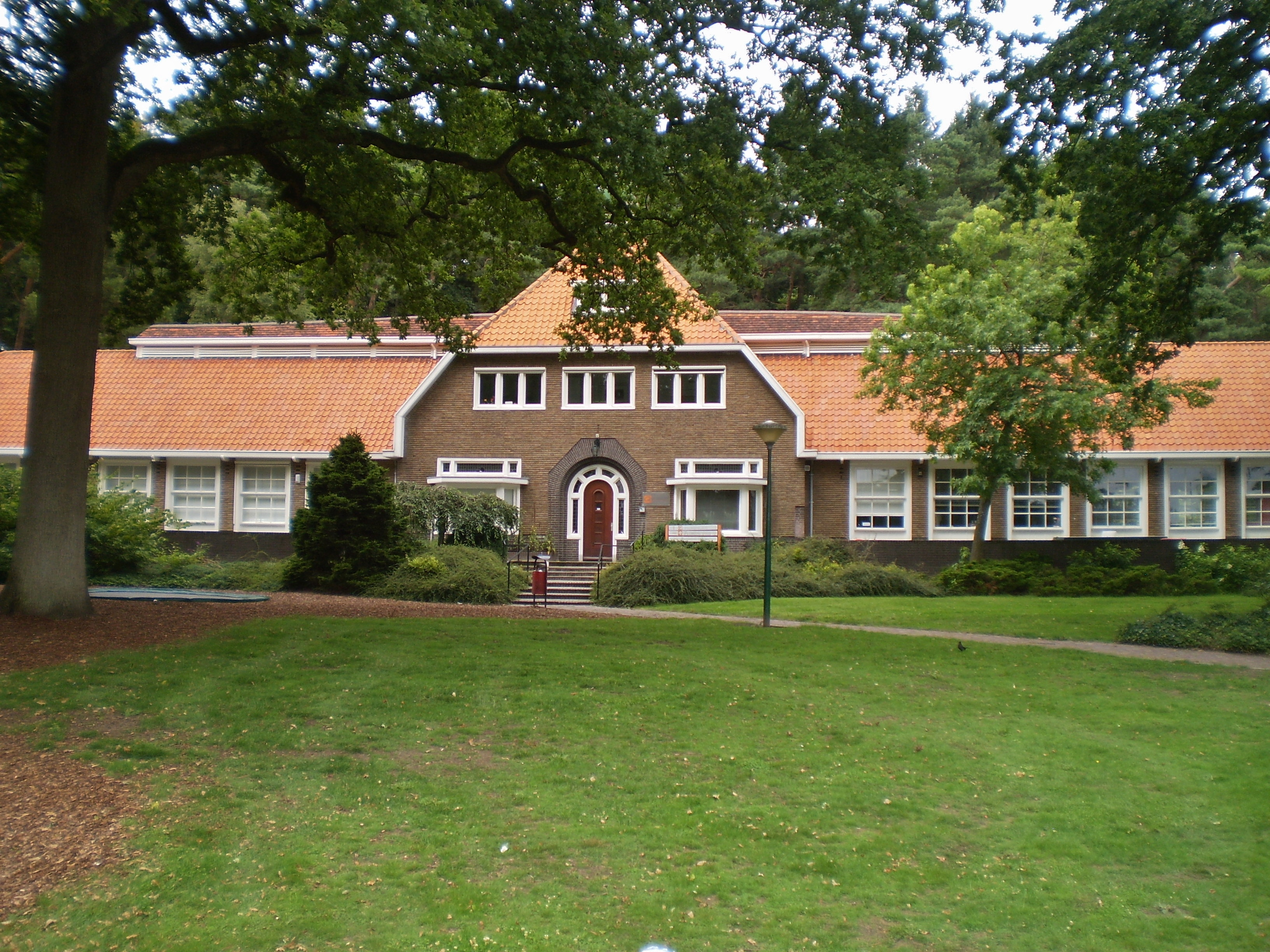
Paviljoen Lieberg
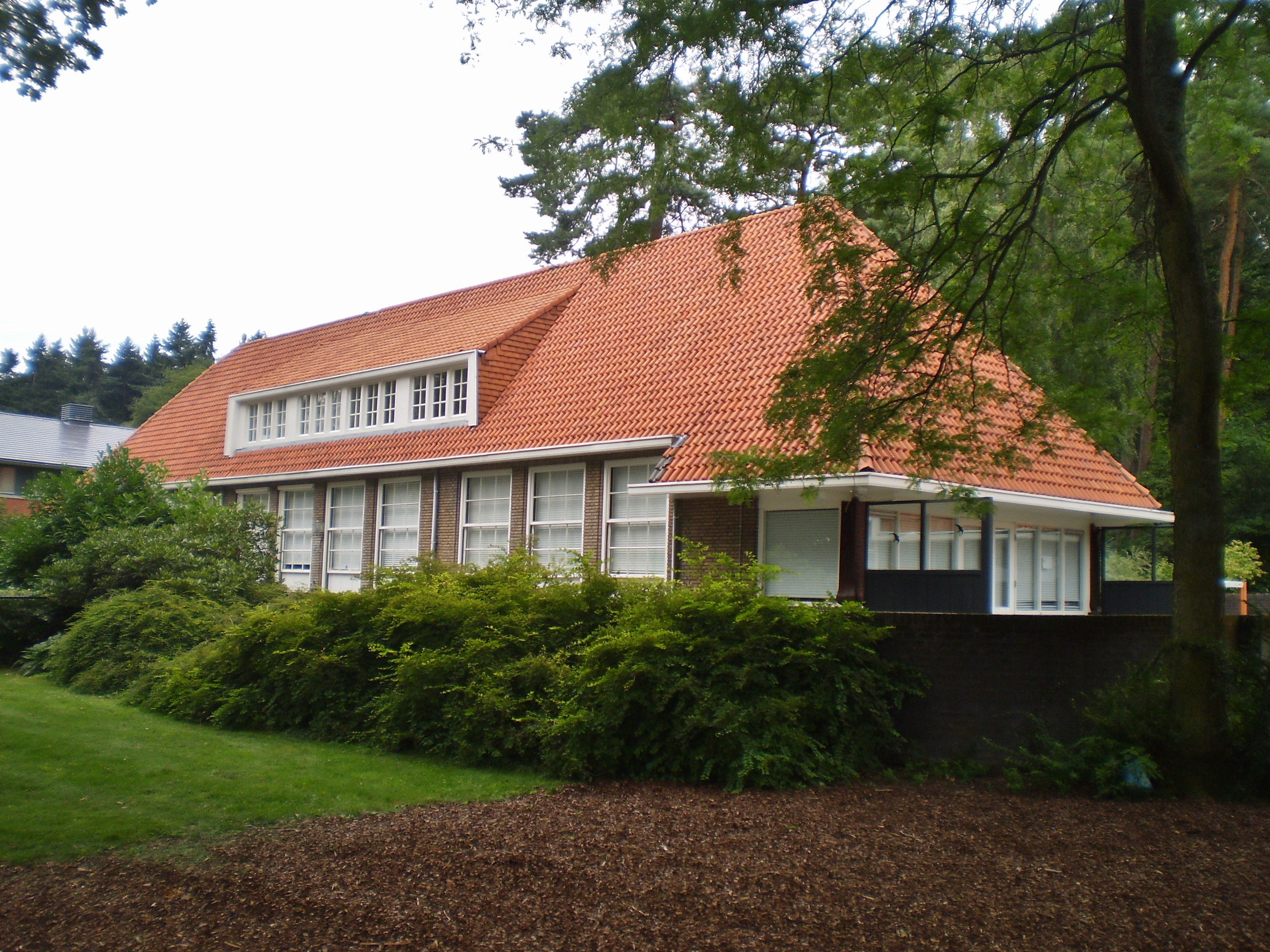
Paviljoen Braamberg